# Charles Januarius Acton
Charles Januarius Edward Acton (ur. 6 marca 1803 w Neapolu, zm. 23 czerwca 1847 tamże) – angielski duchowny katolicki, wysoki urzędnik Kurii Rzymskiej, kardynał.

## Życiorys
Był synem sir Johna Francisa Actona, szefa rządu i dowódcy wojsk Neapolu. Kształcił się w Anglii (przez pewien czas w szkole anglikańskiej w Westminster), następnie studiował w Papieskiej Akademii Duchowieństwa Szlacheckiego w Rzymie. Po przyjęciu święceń kapłańskich pracował w dyplomacji Watykanu, m.in. jako sekretarz nuncjatury we Francji. Otrzymał tytuł prałata domowego papieża Leona XII. Był również gubernatorem Bolonii, sekretarzem Kongregacji Dyscypliny Zakonnej, a od lutego 1837 audytorem generalnym Komnaty Apostolskiej.
Papież Grzegorz XVI wyniósł go do godności kardynalskiej, początkowo zachowując nominację in pectore (luty 1839); po ogłoszeniu nominacji Acton otrzymał tytuł prezbitera S. Mariae de Pace (27 stycznia 1842. W 1840 przyczynił się do podziału Anglii na osiem wikariatów apostolskich. W 1845 służył jako tłumacz w czasie rozmowy Grzegorza XVI z carem Mikołajem I. Brał udział w konklawe po śmierci Grzegorza XVI w 1846; nowy papież Pius IX mianował go prefektem watykańskiej Kongregacji Odpustów i Relikwii oraz nadał inny kardynalski tytuł prezbiterski – S. Marco (grudzień 1846). Wkrótce jednak kardynał złożył urzędy w Kurii i udał się do Palermo, a następnie do Neapolu dla poratowania zdrowia. Nie przyjął propozycji objęcia arcybiskupstwa Neapolu. Zmarł w czerwcu 1847 w Neapolu, został pochowany w tamtejszej katedrze metropolitalnej.
Jego bratankiem był znany angielski historyk John Acton.